# Dichelonyx fuscula
Dichelonyx fuscula är en skalbaggsart som beskrevs av Leconte 1856. Dichelonyx fuscula ingår i släktet Dichelonyx och familjen Melolonthidae. Inga underarter finns listade i Catalogue of Life.